# Svobodné Sasko
Svobodné Sasko (německy Freie Sachsen) je německá krajně pravicová strana činná pouze v Sasku. Byla založena 26. února 2021 v saském Schwarzenbergu. Ve svém programu propaguje tzv. „Säxit“ (osamostatnění Saska). Strana je popisována jako antisystémová a také požaduje, aby „saská královská rodina musela být zapojena do utváření budoucnosti“. Strana vydává vlastní časopis Aufgewacht.

## Struktura
Strana měla v roce 2023 přibližně 1000 členů. Snaží se prezentovat jako zastřešující stranou pro ostatní extremistické skupiny jako die Heimat či Občanské hnutí PRO-Chemnitz.
- předseda: Martin Kohlmann
- místopředseda: Stefan Hartung
- pokladník: Robert Andres

## Postoje
Myšlenky se mezi příznivci šíří hlavně přes online platformy. Hlavním programem strany byl odpor proti anticovidovým opatřením, později se program přetvořil na odpor proti válce na Ukrajině, přílivu imigrantů a proti vládě v Berlíně a v Bruselu. V roce 2021 a 2022 organizovalo Svobodné Sasko protesty a protisystémové demonstrace. V roce 2024 se straně povedlo navázat spolupráci s AfD a skupinou Die Heimat. Členem této skupiny byl i Quentin J., který před volbami do Evropského parlamentu zaútočil na politika SPD v Drážďanech.

## Výsledky ve volbách
V roce 2022 kandidovala strana v okresních volbách jen ve třech okresech (Krušné hory, Severní Sasko a Saské Švýcarsko-Východní Krušné hory). Nikde se jí nepodařilo zvítězit a jejich výsledky nepřesáhly 20 %. V komunálních volbách v roce 2024 strana kandidovala v okresních volbách ve všech volebních okresech s celkovým počtem 554 kandidátů a dále v komunálních volbách ve 38 ze 416 měst a obcí. Celostátně získala 2,7 % hlasů, nejlepšího výsledku dosáhla v Chemnitz, kde kandidovala na společné listině se sdružením voličů Pro Chemnitz a získala 4,9 % hlasů. V rámci celého Saska získala strana 32 z 1101 křesel v okresních radách a městských radách měst nezařazených do okresu a také 46 z 6552 křesel v městských a obecních radách.